# Radosław Kaim
Radosław Sebastian Kaim (nacido el 7 de octubre de 1973) es un actor polaco.

## Filmografía
- 2000: Egoiści
- 2002: Jak to się robi z dziewczynami
- 2003: Show
- 2007: En un mundo libre
- 2010: Patagonia
- 2011: Waterloo Road
- 2011: Wild Bill
- 2013: Spies of Warsaw
- 2015: Capital[2]
- 2019: Silent Witness
- 2022: Un espía entre amigos